# Bruno Cipolla
Bruno Cipolla, né le 24 décembre 1952 à Coni, est un rameur d'aviron italien.

## Palmarès

### Jeux olympiques
- Mexico 1968
  -  Médaille d'or en deux barré[1].